# ROX-Filer
ROX-Filer — основанный на GTK+ свободный, очень минималистичный файловый менеджер, но при этом сочетающий в себе всё необходимое, который предназначен для Unix-подобных операционных систем. Его можно использовать отдельно (как часть) или вместе с ROX Desktop.
Он используется по умолчанию в таких дистрибутивах как:
- Puppy Linux
- Dyne:bolic
- Fluxbuntu

## Возможности
- Предварительный просмотр в файловом менеджере изображений и видео
- Настройка иконок файлов как для отдельных файлов и папок, так и для всего MIME-типа
- Гибкая настройка для каждого типа файлов одного или нескольких приложений для открытия
- Меню закладок и последних просмотренных каталогов
- Перетаскивание файла из файлового менеджера в открытое приложение влечёт за собой открытие этого файла в приложении
- Перетаскивание файла из приложения, например, изображения из GIMP, сохраняет это изображение в открытой папке
- Автоматическое монтирование каталогов, указанных в /etc/fstab, при их открытии и размонтирование при закрытии (будет выдан запрос на подтверждение)
- Pinboard, аналог рабочего стола в других графических средах. Но в отличие от других сред, где на рабочем столе находятся сами файлы, на pinboard лежат символические ссылки на файлы

## Горячие клавиши
- ` — открытие в текущем каталоге эмулятора терминала, указанного в настройках
- / — ввод пути вручную
- . — выбор файлов по маске
- ? — выбор файлов по условию

## Недостатки
- Отсутствие поддержки не-юникодных локалей, например, ru_RU.KOI8-R